# 重庆南开（融侨）中学校
重庆南开（融侨）中学校，2004年由林文镜创办的融侨集团于投资兴建，最初为民办学校，2021年6月转制为公办中学，隶属于重庆市南岸区教育委员会。
重庆南开（融侨）中学校秉承“允公允能，日新月异”的南开校训，与重庆南开中学协同开展教研活动，是南开校友总会成员单位。